# (20996) 1986 PB
1986 بي بي (ويعرف أيضًا باسم (20996) 1986 بي بي وفق تسمية الكوكب الصغير) (بالإنجليزية: 1986 PB)‏ هو كويكب ضمن حزام الكويكبات؛ وترتيبه 20996 من حيث الاكتشاف.
اكتُشف هذا الجُرم الفلكي بواسطة اليانور إف. هيلين في 4 أغسطس 1986.

## وصلات خارجية
- (20996) 1986 PB في قاعدة بيانات مختبر الدفع النفاث لأجرام النظام الشمسي الصغيرة

- الاكتشاف · مخطط المدار ·  العناصر المدارية · المعلمات المادية

- (20996) 1986 PB على موقع ويكي سكاي: DSS2, SDSS, GALEX, IRAS, Hydrogen α, X-Ray, Astrophoto, Sky Map, Articles and images